# Ruoutetjärnarna (Sorsele socken, Lappland, 731556-151318)
Ruoutetjärnarna eller Ruovdatjjávratje är en sjö i Sorsele kommun i Lappland och ingår i Umeälvens huvudavrinningsområde. Ruoutetjärnarna ligger i Vindelfjällen Natura 2000-område. Kungsleden passerar sjön. Vid sjön ligger Aigertstugan.